# Ювеналий (Тарасов)
Схимитрополит Ювеналий (Иувеналий, в миру Спиридон Алексеевич Тарасов; 29 апреля 1929, хутор Большемечетный, Семикаракорский район, Ростовская область — 13 января 2013, Курск) — епископ Русской православной церкви, митрополит Курский и Рыльский. Почётный гражданин Курска и Курской области.

## Биография
Родился 29 апреля 1929 года на хуторе Большемечетном Семикаракорского района Ростовской области в казачьей семье.
В 1937 году его отец, проходчик угольной шахты, был арестован и через несколько дней расстрелян как «враг народа». Мать и пятеро сыновей оказались на улице — их жилье конфисковали, детей исключили из школы.
C апреля 1944 года, он вместе с братом Вениамином работал на шахте, одновременно учась в вечерней школе рабочей молодёжи.
После службы в рядах Советской Армии работал забойщиком скота.
В 1953 году окончил Саратовскую духовную семинарию и был 2 августа того же года митрополитом Ростовским и Новочеркасским Вениамином рукоположен во диакона, а 4 августа тем же преосвященным рукоположен в Ростове во пресвитера и назначен в город Шахты к Михаило-Архангельскому молитвенному дому.
С 1953 по 1962 года служил в молитвенных домах городов Шахты и Новошахтинск Ростовской области, с 1962 года — в храме Святого Великомученика Георгия Победоносца на хуторе Киреевка, с 1967 года — в Михаило-Архангельском молитвенном доме в городе Шахты.
26 июня 1968 года в Троице-Сергиевой Лавре наместником Лавры архимандритом Платоном (Лобанковым) пострижен в монашество с именем Ювеналий в честь святителя Ювеналия, патриарха Иерусалимского.
В 1969 году возведён в сан игумена; с января 1970 года — настоятель Успенского кафедрального собора в г. Пензе, член епархиального совета и благочинный 1-го округа Пензенской епархии. К Пасхе 1975 года награждён саном архимандрита.
11 ноября 1975 года постановлением Священного синода архимандрит Ювеналий был назначен епископом Воронежским и Липецким.
16 ноября 1975 года за Божественной литургией в Свято-Троицком соборе бывшей Александро-Невской лавры в Ленинграде состоялась архиерейская хиротония. Её совершили митрополит Ленинградский и Новгородский Никодим (Ротов), епископ Пензенский и Саранский Мелхиседек (Лебедев), епископ Калининский и Кашинский Гермоген (Орехов), епископ Вологодский и Великоустюжский Дамаскин (Бодрый) и епископ Тихвинский Мелитон (Соловьёв).
16 июля 1982 года постановлением Священного синода назначен архиепископом Иркутским и Читинским и временно управляющим Хабаровской епархией.
26 декабря 1984 года постановлением Священного синода назначен архиепископом Курским и Белгородским.
23 февраля 1993 года в связи с образованием Белгородского викариатства титул изменён на «Курский и Рыльский». 18 июля 1995 года Белгородская область отошла к новосозданной Белгородской епархии.
Стоял у истоков введения учебной дисциплины «Основы православной культуры» в программу светских школ. Убеждая областные власти в необходимости преподавания такого предмета, говорил что православие не только религия, но и идеология, скрепляющая государство и нацию. В этом он сумел убедить в частности председателя Курского областного управления образования Виктора Александровича Некрасова. В интервью он отмечал: «Мы признаем, что культура и история России основаны на православии. И оно у нас главная конфессия. Но запомните: у нас в рамках курса православной культуры нет никаких обрядов». Идеи архиепископа Ювеналия разделял и губернатор Александр Руцкой, который 15 декабря 1996 года подписал постановление «Об утверждении программы изучения православной культуры в Курской области». Разработка этой программы была поручена общественному совету при губернаторе, который возглавил архиепископ Ювеналий. Непосредственно над составлением учебных планов и содержанием курса «Основы православной культуры» трудилась «Лаборатория русской школы», созданная на базе кафедры культурологии Курского государственного педагогического университета, а затем на факультете теологии и религиоведения Курского государственного университета. Несмотря на отсутствие у участников какого-либо опыта в этой области, а также сопротивление части учителей. В Курской области преподавание этого предмета началось раньше всех и на первом этапе было наиболее массовым: курс был введён, как было заявлено, в 300 из 800 школ области.
25 февраля 2000 года в Богоявленском соборе в Москве патриархом Алексием II возведён в сан митрополита.
При владыке Ювеналии в Курской епархии были вновь открыты Курская Коренная пустынь, Горнальский Свято-Николаевский монастырь, Рыльский Свято-Николаевский монастырь, Свято-Троицкий монастырь, множество храмов, основаны Золотухинский женский монастырь и обитель в честь Казанской иконы Божией Матери. В 1990 году стоял у истоков возрождения Курской духовной семинарии. В 2001 году назначен её ректором. Неоднократно участвовал в радиопередачах с архипастырским словом.
Постановлением губернатора Курской области от 31 мая 2004 года № 251 ему присвоено звание почётного гражданина Курской области. По достижении 75-летия подал прошение о почислении на покой в соответствии с уставом Русской православной церкви. 75 лет митрополиту Ювеналию исполнилось 29 апреля 2004 года, но близились торжества в честь 250-летия преподобного Серафима Саровского. 17 августа 2004 года, после того, когда праздники остались позади, прошение архиепископа Курского и Рыльского было рассмотрено и удовлетворено с выражением благодарности за понесённые многолетние труды по возрождению Курской епархии, её приходской и монашеской жизни, и с освобождением от должности ректора Курской духовной семинарии.
В том же году тайно принял великую схиму с именем Иувеналий в честь священномученика Иувеналия (Масловского), архиепископа Рязанского, о чём сообщил 30 августа, на официальном прощании с паствой своей бывшей епархии.
Скончался рано утром 13 января 2013 года после тяжёлой продолжительной болезни.
15 января 2013 года в Знаменском кафедральном соборе города Курска состоялось отпевание схимитрополита Ювеналия. Похоронен владыка в ограде Знаменского собора.

## Награды
- Орден «За заслуги перед Отечеством» IV степени (28 апреля 1999) — за большой вклад в возрождение духовно-нравственного воспитания и укрепление гражданского мира[13]
- Орден «За заслуги перед Отечеством» III степени (7 апреля 2004) — за большой вклад в развитие духовных и культурных традиций, укрепление мира и согласия между народами[14]
- Орден преподобного Сергия Радонежского 3-й степени (20 ноября 1979);
- Орден святого равноапостольного великого князя Владимира 2-й степени (19 ноября 1985 в связи с 10-летием служения в архиерейском сане);
- Орден святого преподобного Серафима Саровского 1-й степени (24 сентября 2009).[15]